# Berne
Berne er en kommune i den sydlige del af Landkreis Wesermarsch, i den tyske delstat Niedersachsen.

## Geografi
Kommunen Berne ligger i den sydlige del af Wesermarsch, og har et areal på 85 km². Den ligger mellem floderne Hunte og Weser omkring 20 km øst for Oldenburg, og 25 km nordvest for Bremen.
Det tyndt befolkede marskområde anvendes hovedsageligt til landbrug. Mod syd i kommunen er der et større moseområde.

### Nabokommuner
Mod nordvest grænser kommunen til floden Hunte og mod nordøst til Unterweser. Weser danner her delstatsgrænse til Bremer bydelen Blumenthal. Mod sydøst grænser Berne til kommunen Lemwerder og mod syd til Hude og Ganderkesee. Nord-nordvest for Berne ligger byen Elsfleth.

### Inddeling
I kommunen ligger ud over Berne disse landsbyer og bebyggelser: Bäke, Bardenfleth, Bernebüttel, Bettingbühren, Buttel, Buttlerhörne, Campe, Coldewei, Dreisielen, Füllje, Ganspe, Ganspe Außendeich, Glüsing, Hannöver, Harmenhausen, Hekelermoor, Hekeln, Hiddigwarden, Hiddigwardermoor, Huntebrück, Juliusplate, Katjenbüttel, Köterende, Lichtenbergersiel, Motzen, Neuenhuntorf, Neuenhuntorfersiel, Neuenhuntorfermoor, Neuenkoop, Neumühlen, Ochholt, Ohrt, Ollen, Ollenermoor, Pfahlhausen, Ranzenbüttel, Schlüte, Schlüterburg, Schlüterdeich, Warfleth, Wehrder, Wehrderhöhle og Weserdeich. Kommunens administration ligger i Berne.

### Naturschutzgebiete
I kommunen ligger :
- Naturschutzgebiet Juliusplateder er et naturschutzgebiet nordøst for Berne på Wesers venstre bred, på Juliusplate der er en tidligere ø i Weser. Det er omkring 79 hektar stort, og har været fredet siden 2007.
- Det 182 Hektar store „Wittemoor“ som er en del af naturschutzgebietet Holler- und Wittemoor.